# Ägyptisches Totenbuch

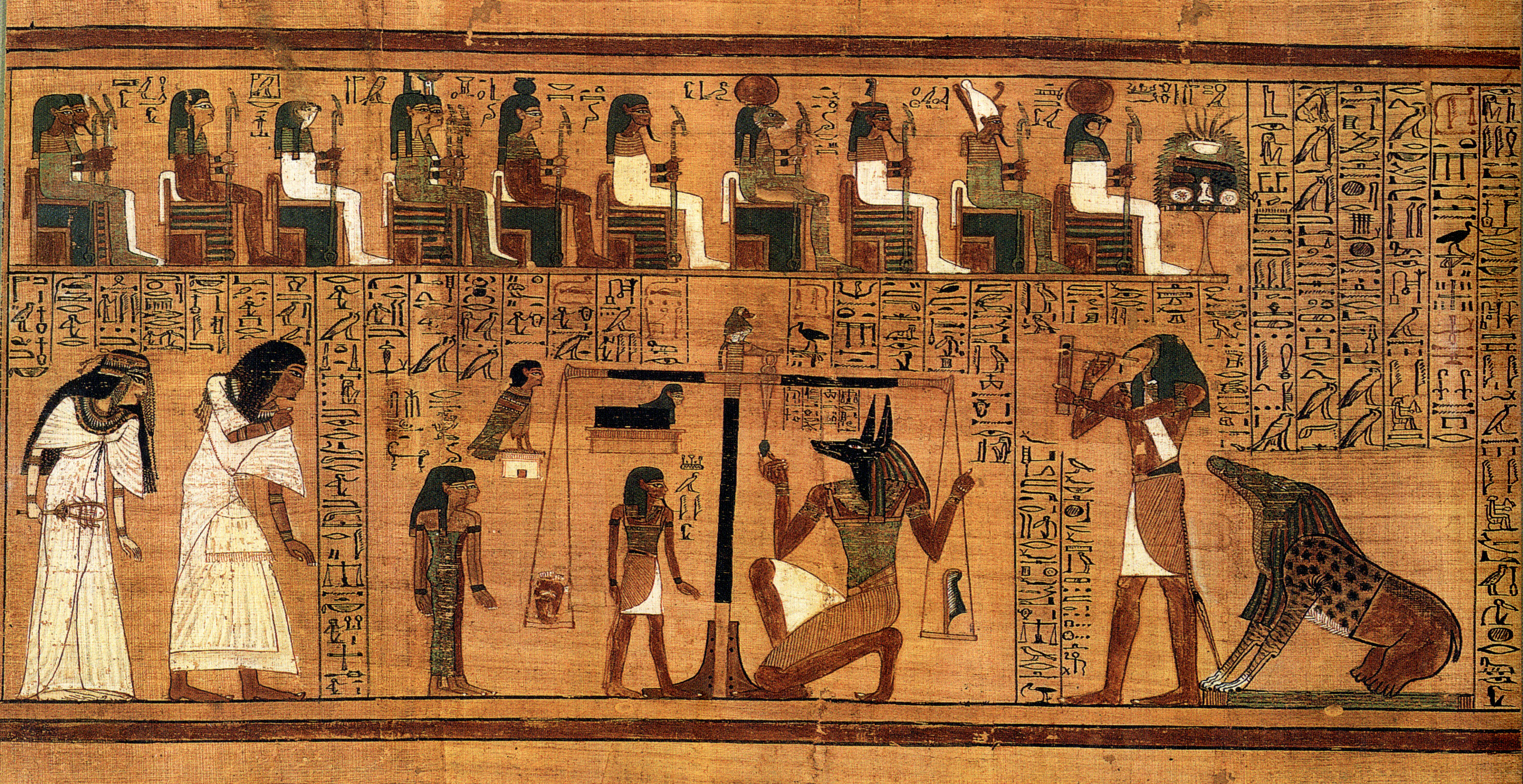
Szene aus dem Totenbuch (Altägyptisches Totengericht: Wiegen des Herzens), Papyrus des Ani (dargestellt links unten mit seiner Frau Tutu), British Museum.

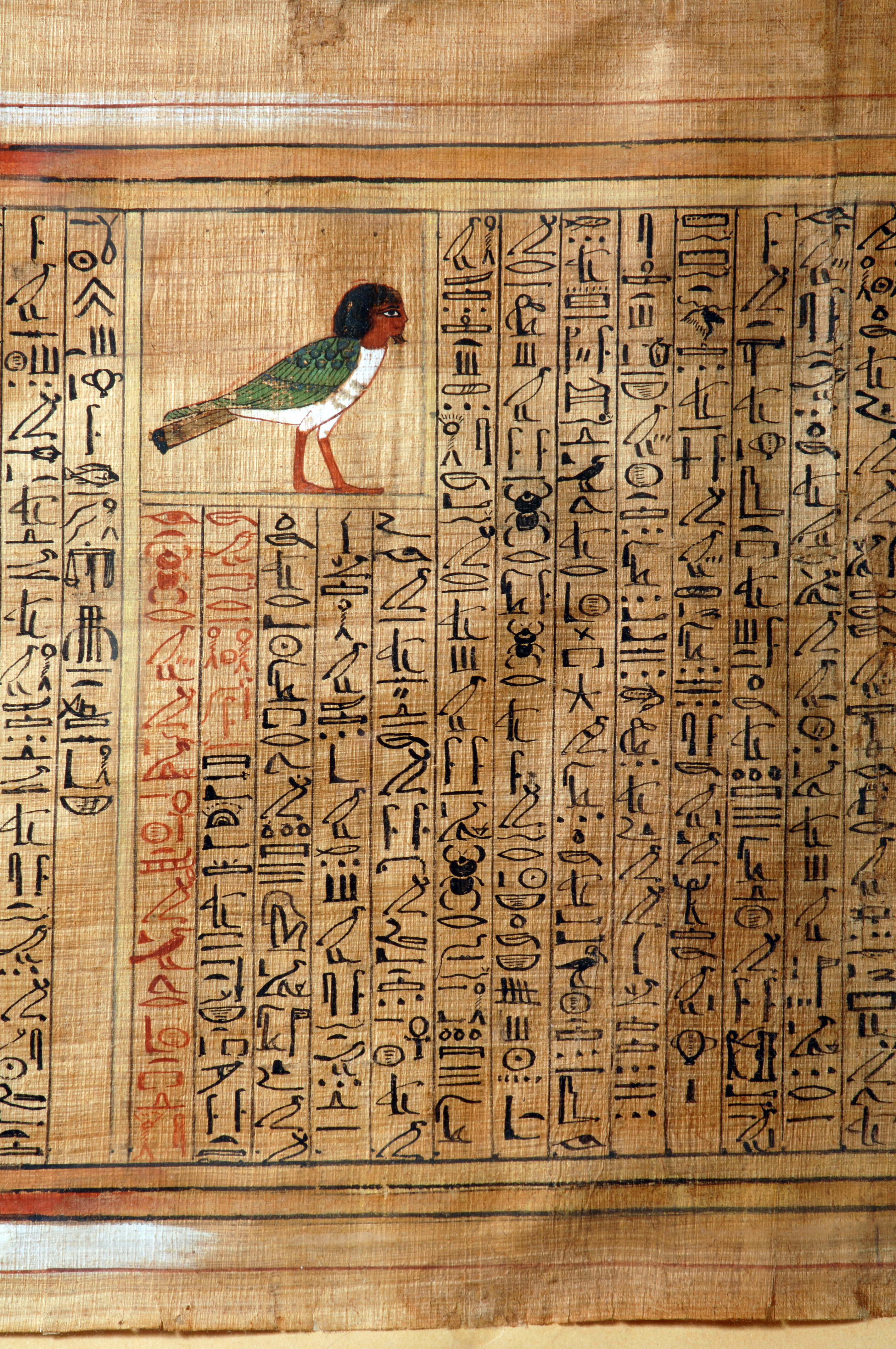
Totenbuch des Cha, Papyrus Turin 1791, Museo Egizio, Turin, aus dem Grab TT8 des Cha und der Merit. Die Vignette links oben zeigt den Ba-Vogel (Seele des Verstorbenen Cha).

Das ägyptische Totenbuch (Titel im Alten Ägypten: prt m hrw „[Buch vom] Heraustreten in das Tageslicht“ oder „Herausgehen am Tage“) ist eine Sammlung von Zaubersprüchen, Beschwörungsformeln und liturgischen Anweisungen. Eine Zusammenstellung wurde 1842 von Karl Richard Lepsius als „Todtenbuch der alten Ägypter“ nach der großen ptolemäischen Handschrift aus Turin herausgegeben. Dieser Name wurde von Édouard Naville beibehalten, der 1883 eine Sammlung dieser Sprüche aus Handschriften des Neuen Reichs publizierte.
Im Gegensatz zu den Unterweltbüchern Amduat, Höhlen-, Grüfte- und Pfortenbuch bittet der Verstorbene als Ba-Seele um Einlass in die Unterwelt. Der Verstorbene befindet sich als „Angehöriger der nichtköniglichen Erdbewohner“ und Sohn des Osiris im Gefolge „des Stiers im Westen“. Die verschiedenen Tore dienen dem Schutz von Osiris, da nur jene Verstorbene in die Unterwelt eintreten dürfen, die „rein sind und die Namen der Tore kennen“.
Bevor sich die Ba-Seele mit seinem Leichnam (Mumie) in der Unterwelt vereinigen kann, müssen zahlreiche Prüfungen bestanden werden. Den Abschluss bildet das Totengericht, das über die erbrachten Leistungen im Leben urteilt und nach positiver Einschätzung die Ba-Seele des Verstorbenen in „das Gefolge des Sonnengottes Re“ übertreten lässt. In der 18. Dynastie entwickelte sich der Brauch, dieses Spruchgut auf Papyrusrollen zu schreiben und diese in den Sarg zu legen oder in die Mumie mit einzuwickeln. In der Ptolemäerzeit endete die Tradierung des altägyptischen Totenbuches.

## Entstehung
Bereits um 2500 v. Chr. in der 5. Dynastie und 6. Dynastie entstanden die ersten Sprüche dieser Art, sie sind auf den Innenwänden der Grabkammern der Pyramiden angebracht gewesen und werden deshalb als Pyramidentexte bezeichnet. Diese Sprüche waren also zuerst nur Pharaonen zugänglich. Gegen Ende des Alten Reiches kam es zu einem Umbruch. Die Sprüche und Rituale, die ehedem ausschließlich in den großen Einweihungszentren praktiziert wurden, waren von nun an auch anderen Menschen zugänglich.
Um 2000 v. Chr. wurden solche Texte deshalb verbreitet auch auf Särgen angebracht. Diese Texte werden, obwohl oftmals identisch mit den Pyramidentexten, als Sargtexte bezeichnet. In der 17. Dynastie wurden religiöse Texte bezüglich des Toten dann vereinzelt auch auf Leichentücher geschrieben. Seit der 18. Dynastie ist die Papyrusrolle das normale Medium für das Totenbuch.
Die Entstehung des Totenbuchs als Sammlung von etwa 190 Sprüchen geht zu einem großen Teil auf diese Periode zurück. Wie wichtig die Rituale waren, zeigt ein Auszug aus einer Rubrik zu Kapitel 162 [3]. Es geht um einen Spruch, der auf einer Papyrusrolle unter den Kopf des Verstorbenen gelegt werden soll, um ihn Wärme im Jenseits empfinden zu lassen:
O Amon, Amon! Vom Himmelsgewölbe
Schaust du zur Erde herab.
Wende dein strahlendes Antlitz zur starren, leblosen Hülle
Deines Sohnes, des vielgeliebten!
Mache ihn kräftig und siegesbewusst
In den Unteren Welten!
Dieser Spruch bedeutete für die alten Ägypter ein großes Mysterium. Niemand sollte ihn nach Ausfertigung jemals vor oder nach der Beerdigung des Verstorbenen erneut sehen, und im Glauben der Ägypter wäre es fürchterlich gewesen, wenn er allgemein bekannt geworden wäre. Deshalb galt es ihn vor der Beerdigung zu verbergen, da seine Bezeichnung auch lautete: „Der Spruch der verborgenen Wohnstätte“.

## Inhalt

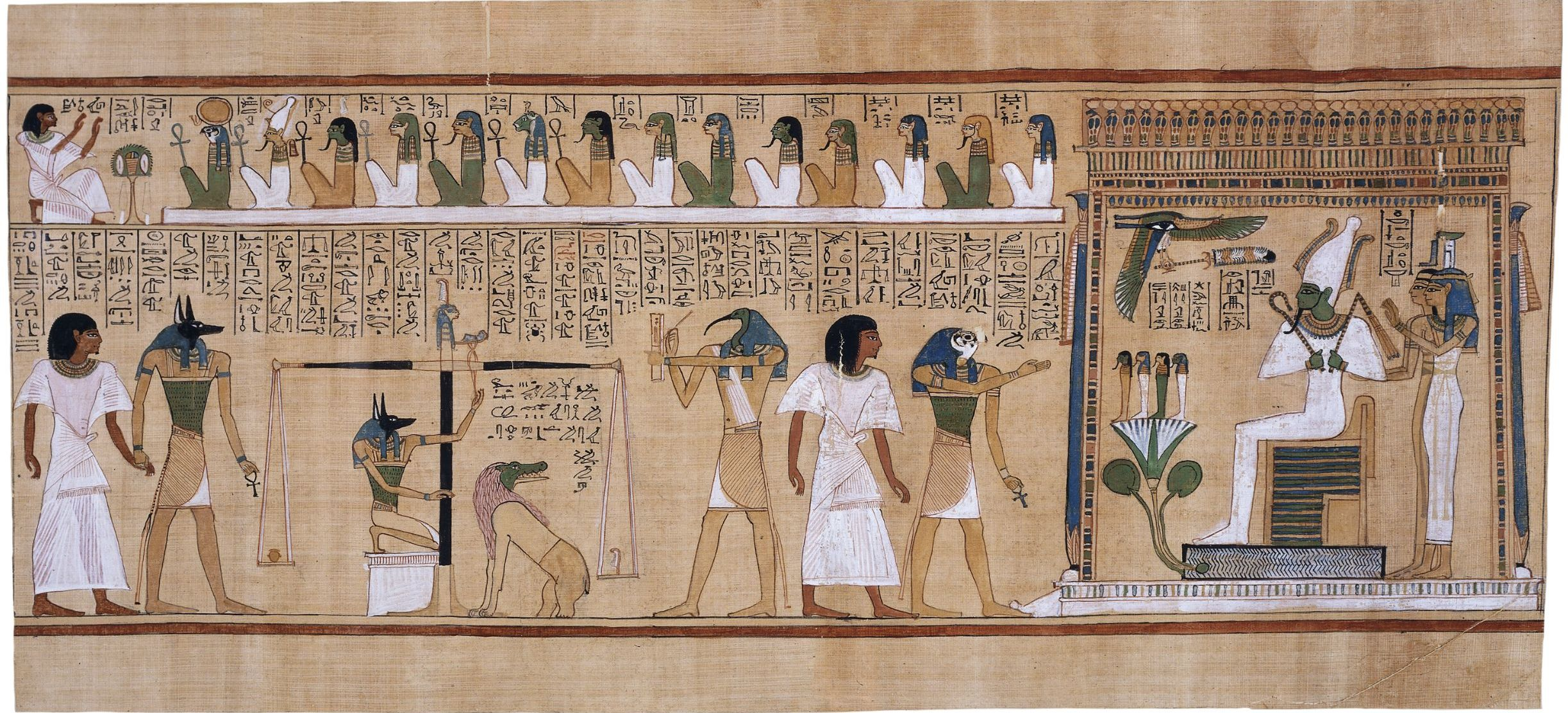
Totengericht Im Papyrus des Hunefer (19. Dynastie), British Museum, Inventarnummer EA 9901

Das Ägyptische Totenbuch ist ein wichtiges Zeugnis der ägyptischen Mythologie. Es zeigt, dass der Tod nicht nur ein wichtiger Teil des alltäglichen Lebens war, sondern auch, dass die Menschen eine gänzlich andere Vorstellung vom Sterben hatten als heute. Viele der Sprüche sollen dem Toten helfen, göttlich zu werden, ein Leben im Jenseits wie vorher im Diesseits führen zu können und sogar in die Beziehungen zwischen Göttern einzugreifen (beispielsweise der Kampf Seth – Horus). Als Ziel des Toten gilt auch, im Jenseits Unsterblichkeit zu erlangen, was nicht selbstverständlich war, und sich in jedes beliebige Geschöpf verwandeln zu können – durch jeweilige Zaubersprüche. Die Sprüche sollten weiterhin den Verstorbenen:
- vor Dämonen schützen
- vor Fallen der Götter schützen
- vor dem Feuersee, der Hölle bewahren
- befähigen, zwischen Diesseits und Jenseits zu pendeln
- befähigen, im Jenseits zu wohnen
- befähigen, Wasser, Nahrung, Opfergaben etc. im Jenseits zu nutzen
- ins Jenseits geleiten, durch geographische Kenntnis der Orte im Jenseits, der Namen der Götter und wichtiger Gegenstände (wie beispielsweise der Pforte ins Jenseits)
- den Göttern gleichstellen und ihnen bekanntmachen

Trotz grundlegender Verschiedenheiten zwischen den Vorstellungen der aktuellen Religionen vom Tod und den Altägyptischen gibt es Parallelen. Im ägyptischen Totenbuch kann unter anderem das „negative Sündenbekenntnis“ nachgelesen werden. Der Tote berichtet dabei den 42 Richtergöttern beim Totengericht, welche Freveltaten er „nicht“ begangen hat:
Nicht hab ich bewirkt das Leiden der Menschen,
Noch meinen Verwandten Zwang und Gewalt angetan.
Nicht habe ich das Unrecht an die Stelle des Rechtes gesetzt,
Noch Verkehrs gepflegt mit dem Bösen.
Negatives Sündenbekenntnis I, aus: Kapitel 124 [3]
Viele der Sprüche enthalten eine Rubrik, die ihren Zweck beschreibt und die Art, wie sie rezitiert werden sollen. Ein Beispiel aus Kapitel 135 [3]:
Wenn der Verstorbene dieses Kapitel kennt, wird er in der Unterwelt zu einem geheiligten Geiste werden;
er wird dort nicht zum zweiten Male sterben; zu Osiris Füßen sitzend wird er dort seine Nahrung empfangen …

## Totenrichter
Insgesamt gab es 43 verschiedene Götter im Totengericht des ägyptischen Totenbuchs, die in der Halle der Vollständigen Wahrheit über die Verstorbenen richteten. Jede Gottheit besaß einen individuellen Namen und war für ein bestimmtes Verbrechen verantwortlich. Diese reichten von Mord und Habgier bis zu religiösen Übertretungen wie Gotteslästerung oder Beschädigung des Bildnisses eines Gottes. Außerdem war jeder Totenrichter nach einer geographischen Region oder einem anderen bestimmenden Merkmal aufgeführt. Manche Namen erinnerten auch an bekannte Götter, zum Beispiel „Du mit dem Schnabel […] aus Hermopolis“ (= Thot) oder „Weißzahn“ (= Sobek).
Bereits in den Pyramidentexten wurden jenseitige Urteile möglicherweise durch ein Göttertribunal ausgesprochen (PT 317, PT 386). Eindeutige Hinweise gibt es allerdings erst seit den Sargtexten und im Totenbuch. Erst dort galt das gefällte Urteil als entscheidender Punkt beim Eintritt des Toten ins Jenseits. Im Spruch 125 musste der Verstorbene durch das negative Sündenbekenntnis vor jedem der 42 beisitzenden Totenrichter seine Unschuld beteuern.
Darstellungen der Totenrichter finden sich häufig auf Vignetten des 125. Totenbuchspruchs, wobei meist nur eine repräsentative Auswahl der Gottheiten gezeigt wird. Die Götter werden meist hockend als „sitzende Gottheit“ oder stehend dargestellt und tragen entweder Messer oder Maat-Federn als richterliche Symbole.

### Standardausgaben
- Richard Lepsius (Hrsg.): Das Todtenbuch der Ägypter. Nach dem hieroglyphischen Papyrus in Turin. Georg Wigand, Leipzig 1842 (Digitalisat [abgerufen am 17. Februar 2016]).
- Édouard Naville: Das Aegyptische Totenbuch der XVIII. bis XX. Dynastie. Aus verschiedenen Urkunden zusammengestellt und herausgegeben. Einleitung (Einführung, Beschreibung der Texte, Bemerkungen zu den Kapiteln, hieroglyphisches Verzeichnis zu den Kapiteln) (insgesamt 3 Bände: Band 1: Text und Vignetten. Bd. 2: Varianten. Bd. 3: Einleitung.). Asher, Berlin 1886.

### Übersetzungen
- eklektische Übersetzungen
  - Das Ägyptische Totenbuch. Übersetzt und kommentiert von Grégoire Kolpaktchy. 2. Auflage. Barth, Weilheim (Obb.) 1970.
  - Erik Hornung: Das Totenbuch der Ägypter. Artemis-Verlag, Zürich u. a. 1979, ISBN 3-7608-3658-5.
  - Burkhard Backes: Die späte Rezension des ägyptischen Totenbuches. In: Bernd Janowski, Daniel Schwemer (Hrsg.): Texte aus der Umwelt des Alten Testaments. Neue Folge, Band 6: Grab-, Sarg-, Bau- und Votivinschriften. Gütersloher Verlagshaus, Gütersloh 2011, ISBN 978-3-579-05279-3, S. 144–216.
- diplomatische Übersetzungen
  - Burkhard Backes, Übersetzungen aller Sprüche des Totenbuches nach ausgewählten, konkret benannten Textzeugen, nach Sprüchen geordnet: Totenbuchprojekt Bonn

### Reihen
- Handschriften des Altägyptischen Totenbuches. Harrassowitz, Wiesbaden 1995–, ISSN 0948-8650:
  - Band 1: Irmtraut Munro: Das Totenbuch des Jah-mes (pLouvre E. 11085) aus der frühen 18. Dynastie. 1995, ISBN 3-447-03685-0.
  - Band 2: Irmtraut Munro: Das Totenbuch des Bak-su (pKM 1970.37/pBrocklehurst) aus der Zeit Amenophis’ II. 1995, ISBN 3-447-03686-9.
  - Band 3: Irmtraut Munro: Der Totenbuch-Papyrus des Hohenpriesters Pa-nedjem II: (pLondon BM 10793/pCampbell). 1996, ISBN 3-447-03843-8.
  - Band 4: Irmtraut Munro: Das Totenbuch des Nacht-Amun aus der Ramessidenzeit: (pBerlin P. 3002). 1997, ISBN 3-447-03951-5.
  - Band 5: Ursula Verhoeven: Das Totenbuch des Monthpriesters Nespasefy aus der Zeit Psammetichs I.: pKairo JE 95714 + pAlbany 1900.3.1, pKairo JE 95649, pMarseille 91/2/1 (ehem. Slg. Brunner) + pMarseille 291. 1999, ISBN 3-447-03949-3.
  - Band 6: Barbara Lüscher: Das Totenbuch pBerlin P. 10477 aus Achmim: (mit Photographien des verwandten pHildesheim 5248). 2000, ISBN 3-447-03952-3.
  - Band 7: Irmtraut Munro: Das Totenbuch des Pa-en-nesti-taui aus der Regierungszeit des Amenemope: (pLondon BM 10064). 2001, ISBN 3-447-03950-7.
  - Band 8: Martin von Falck: Das Totenbuch der Qeqa aus der Ptolemäerzeit (pBerlin P. 3003). 2006, ISBN 3-447-05298-8.
  - Band 9: Irmtraut Munro: Der Totenbuch-Papyrus des Hor aus der frühen Ptolemäerzeit: (pCologny Bodmer-Stiftung CV + pCincinnati Art Museum 1947.369 + pDenver Art Museum 1954.61). 2006, ISBN 3-447-05376-3.
  - Band 10: Irmtraut Munro: Der Totenbuch-Papyrus der Ta-shep-en-Chonsu aus der späten 25. Dynastie: (pMoskau Puschkin-Museum I, 1b, 121). 2009, ISBN 978-3-447-05875-9.
  - Band 11: Burkhard Backes: Drei Totenpapyri aus einer thebanischen Werkstatt der Spätzeit: (pBerlin P. 3158, pBerlin P. 3159, pAberdeen ABDUA 84023). 2009, ISBN 978-3-447-05810-0.
  - Band 12: Irmtraut Munro: Die Totenbuch-Papyri des Ehepaars Ta-scheret-en-Aset und Djed-chi aus der Bes-en-Mut-Familie. 2011, ISBN 978-3-447-06462-0.
  - Band 13: Susanne Töpfer, Marcus Müller-Roth: Das Ende der Totenbuchtradition und der Übergang zum Buch vom Atmen. Die Totenbücher des Monthemhat (pTübingen2012) und der Tanedjmet (pLouvre N 3085). 2011, ISBN 978-3-447-06460-6.
  - Band 14: Irmtraut Munro: The golden book of the dead of Amenemhet (pToronto ROM 910.85.236.1-13). 2015, ISBN 978-3-447-10426-5.
  - Band 15: Ivan Rodríguez López: The book of the dead of Bakenwerel (pHavana (MNBA Cuba 94-47)/pHood B). 2021, ISBN 978-3-447-11754-8.

- Studien zum altägyptischen Totenbuch. 18 Bände, Harrassowitz, Wiesbaden 1.1998 – 18.2013, ISSN 1430-9726:
  - Band 1: Svenja A. Gülden, Irmtraut Munro: Bibliographie zum altägyptischen Totenbuch. 1998, ISBN 3-447-04077-7.
  - Band 2: Barbara Lüscher: Untersuchungen zu Totenbuch Spruch 151. 1998, ISBN 3-447-03968-X.
  - Band 3: Ursula Rößler-Köhler: Zur Tradierungsgeschichte des Totenbuches zwischen der 17. und 22. Dynastie (Tb 17). 1999, ISBN 3-447-04194-3.
  - Band 4: Horst Beinlich: Das Buch vom Ba. 2000, ISBN 3-447-04275-3.
  - Band 5: Irmtraut Munro: Spruchvorkommen auf Totenbuch-Textzeugen der Dritten Zwischenzeit. 2001, ISBN 3-447-04477-2.
  - Band 6: Martin Andreas Stadler: Der Totenpapyrus des Pa-Month: (Paris, Bibliothèque Nationale [P. Bibl. Nat.] 149). 2003, ISBN 3-447-04651-1.
  - Band 7: Irmtraut Munro: Ein Ritualbuch für Goldamulette und Totenbuch des Month-em-hat. 2003, ISBN 3-447-04778-X.
  - Band 8: Christina Geisen: Die Totentexte des verschollenen Sarges der Königin Mentuhotep aus der 13. Dynastie: Ein Textzeuge aus der Übergangszeit von den Sargtexten zum Totenbuch. 2004, ISBN 3-447-04779-8.
  - Band 9: Burkhard Backes: Wortindex zum späten Totenbuch (pTurin 1791). 2005, ISBN 3-447-05258-9.
  - Band 10: Joris F. Borghouts: Book of the Dead [39]: from shouting to structure. 2007, ISBN 978-3-447-05228-3.
  - Band 11: Totenbuch-Forschungen. Gesammelte Beiträge des 2. Internationalen Totenbuch-Symposiums Bonn, 25. bis 29. September 2005. 2007, ISBN 978-3-447-05470-6.
  - Band 12: Holger Kockelmann: Untersuchungen zu den späten Totenbuch-Handschriften auf Mumienbinden. 2008, ISBN 978-3-447-05746-2.
  - Band 13: Bibliographie zum Altägyptischen Totenbuch. 2., erweiterte Auflage, 2009, ISBN 978-3-447-05865-0.
  - Band 14: Burkhard Backes, Marcus Müller-Roth, Simone Stöhr (Hrsg.): Ausgestattet mit den Schriften des Thot. Festschrift für Irmtraut Munro zu ihrem 65. Geburtstag. 2009, ISBN 978-3-447-05876-6.
  - Band 15: Daniela C. Luft: Das Anzünden der Fackel. Untersuchungen zu Spruch 137 des Totenbuches. 2009, ISBN 978-3-447-06014-1.
  - Band 16: Annik Wüthrich: Eléments de théologie thébaine: les chapitres supplémentaires du Livre des Morts. 2010, ISBN 978-3-447-06235-0.
  - Band 17: Rita Lucarelli, Marcus Müller-Roth, Annik Wüthrich (Hrsg.): Herausgehen am Tage. Gesammelte Schriften zum altägyptischen Totenbuch. 2012, ISBN 978-3-447-06765-2.
  - Band 18: Annik Wüthrich, Simone Stöhr: Ba-Bringer und Schattenabschneider. Untersuchungen zum so genannten Totenbuchkapitel 191 auf Totenbuchpapyri. 2013, ISBN 978-3-447-06865-9.

- Studien zu altägyptischen Totentexten. Harrassowitz, Wiesbaden 19.2015 –, ISSN 2510-4012:
  - Band 19,1 – 2: Annik Wüthrich: Édition synoptique et traduction des chapitres supplémentaires du Livre des Morts 162 à 167. 2015, ISBN 978-3-447-10371-8.
  - Band 20: France Jamen: Le cercueil de Padikhonsou au musée des Beaux-Arts de Lyon (XXIe dynastie). 2016, ISBN 978-3-447-10372-5.
  - Band 21,1 – 2: Burkhard Backes: Sarg und Sarkophag der Aaschyt (Kairo JE 47355 und 47267). 2020, ISBN 978-3-447-11307-6.
  - Band 22: Burkhard Backes: Tairkap und Pestjenfi. Zwei Bestattungsensembles der Spätzeit im Berliner Ägyptischen Museum (ÄM 3-6 und 50-54). 2024, ISBN 978-3-447-12083-8.
  - Band 23: Ramadan B. Hussein, Susanne Beck (Hrsg.): The Texts on the Coffin of Ppy-ἰmꜢ  from Naga ed-Dêr. Translation and annotation. 2024, ISBN 978-3-447-12146-0.

### Weitere Sekundärliteratur
- E. A. Wallis Budge (Hrsg.): The Book of the Dead. The Papyrus of Ani in the British Museum. Longman, London 1895, (zahlreiche Auflagen und Nachdrucke, tls. als: The Egyptian Book of the Dead.).
- Hermann Grapow: Zweiwegebuch und Totenbuch. In: Georg Steindorff (Hrsg.): Zeitschrift für Ägyptische Sprache und Altertumskunde. Sechsundvierzigster Band. Hinrichs’sche Buchhandlung, Leipzig Oktober 1909, S. 77–81 (Digitalisat [abgerufen am 12. April 2016]).
- Marcus Müller-Roth, Michael Höveler-Müller (Hrsg.): Grenzen des Totenbuchs. Papyri zwischen Grab und Ritual. Marie Leidorf, Rahden (Westf.) 2012, ISBN 978-3-89646-067-7.